# Johann Nepomuk Scheel
Johann Nepomuk Scheel (Böhmenkirch, Regne de Württemberg, 22 d'agost de 1849) fou un compositor, poeta i apicultor. Va escriure: Unterricht in der Bienenzucht (1882; 2a ed., 1899); Prakt, Imkerregin (1883); Honigbüchlein (1885); Laudate, Schülergesang-und Gebetbuch (1889; 2a ed., 1895); Fünfzig Weihnachtsgeld (1895); Gedichte und Lieder zum Sankt Bernhard Büchlein (1910); Hans und Peter, zwei Schwerenöter, poesies (1911; millar, 1925); Neues Honigbuch (1916); Sankt Nikolausfeier (1924); Schwäbische Weihnachtsgedichte (1925-26), etc, i un gran nombre de misses i càntics religiosos i profans.